# Триполи (эялет)

Эялет Триполи (осман. ایالت طرابلس شام Eyālet-i Ṭrāblus-i Šām‎; араб. طرابلس الشام‎)) — эялет в Османской империи. Столицей эялета был город Триполи, площадь эялета в XIX веке — 4 220 км2.
Эялет простирался вдоль побережья, от юга Нура на севере до ущелья аль-Муамалатайн на юге, которое отделяло его от территории санджака Сидон-Бейрут.
Наряду с крупнейшими суннитскими городами на побережье (Джаблехе, Банияс, Латакия, Тартус, Триполи, Батрун и Библ) эялет включал в себя горы ан-Нусарийя, населённые алавитами, а также северные территории современного Ливана, где большинство жителей — христиане-марониты.

## История
Османское владычество в регионе началось в 1516 году, но эялет не был учреждён вплоть до 1579, когда он был создан из северо-западных районов эялетов Дамаск и Алеппо. Ранее, Триполи уже имел статус эялета, правда на протяжении всего нескольких месяцев, в 1521 году.

## Административное деление
Эялет делился на пять санджаков в период между 1700 и 1740 годом:
1. Санджак Триполи (Trablus-Şam : Paşa Sancağı , Триполи)
2. Санджак Хама (Hama Sancağı, Хама)
3. Санджак Хомс (Hums Sancağı, Хомс)
4. Санджак Саламийя (Selemiyye Sancağı, Саламия)
5. Санджак Джебелла (Cebeliyye Sancağı, Джабла)